# Sam de Laat
Sam de Laat (Sint-Oedenrode, 12 juni 2006) is een Nederlands voetballer die doorgaans speelt als middenvelder. In augustus 2025 debuteerde hij voor N.E.C..

## Clubcarrière
De Laat speelde in zijn geboorteplaats voor RKSV Rhode en kwam daarna in 2017 in de jeugdopleiding van Vitesse terecht. Hier bleef hij vijf jaar, tot N.E.C. hem overnam. Bij deze club tekende hij in de zomer van 2025 zijn eerste professionele contract. Tijdens de voorbereiding op het seizoen 2025/26 mocht de middenvelder zich laten zien bij het eerste elftal. Zijn officiële debuut volgde in de eerste speelronde van de Eredivisie. Door doelpunten van Dirk Proper, Koki Ogawa (tweemaal), Bryan Linssen en Tjaronn Chery werd met 5–0 van Excelsior gewonnen. De Laat mocht van coach Dick Schreuder in de zevenenzeventigste minuut invallen voor Philippe Sandler.

## Clubstatistieken
| Seizoen | Club   | Competitie | Competitie | Competitie | Beker | Beker | Internationaal | Internationaal | Totaal | Totaal |
| Seizoen | Club   | Competitie | Wed.       | Dlp.       | Wed.  | Dlp.  | Wed.           | Dlp.           | Wed.   | Dlp.   |
| ------- | ------ | ---------- | ---------- | ---------- | ----- | ----- | -------------- | -------------- | ------ | ------ |
| 2025/26 | N.E.C. | Eredivisie | 1          | 0          | 0     | 0     | —              | —              | 1      | 0      |
| Totaal  | Totaal | Totaal     | 1          | 0          | 0     | 0     | 0              | 0              | 1      | 0      |

Bijgewerkt op 10 augustus 2025.